# 1993 VE2
1993 VE2 är en asteroid i huvudbältet som upptäcktes den 18 november 1993 av de båda japanska astronomerna Seiji Ueda och Hiroshi Kaneda i Kushiro.